# Заболотцы (Луцкий район)
Заболотцы (укр. Заболотці) — село в Луцкой городской общине Луцкого района Волынской области Украины.
Код КОАТУУ — 0722887502. Население по переписи 2001 года составляет 162 человека. Почтовый индекс — 45620. Телефонный код — 3322. Занимает площадь 0,44 км².